# Casa Golferichs
La Casa Golferichs, coneguda popularment com El Xalet, és un edifici modernista situat a la cantonada del carrer de Viladomat amb la Gran Via de les Corts Catalanes de Barcelona, catalogat com a bé cultural d'interès local. Actualment acull un centre cívic i la Fundació Carles Pi i Sunyer.

## Història
Fou encarregat l'any 1900 a l'arquitecte Joan Rubió i Bellver per Macari Golferichs i Losada, enginyer de camins, comerciant de fustes i home de negocis a Amèrica. Acabat l'any 1901, aconseguí una menció especial en el concurs anual d'edificis artístics convocat per l'Ajuntament de Barcelona. «El Xalet» va ser la segona obra de Rubió, però la més important de la seva producció, tant per la seva qualitat projecte com pels mitjans econòmics amb que contà la seva materialització.
La família Golferichs hi va viure fins a l'estiu del 1936, quan la casa va ser confiscada per milicians llibertaris que hi volien crear una universitat popular. Després de la Guerra Civil espanyola, passà a mans de l'orde de les Dominiques de la Presentació, que modificaren notablement l'interior per a convertir-lo en un col·legi religiós i construïren l'edifici annex afrontat al carrer de Viladomat.
L'any 1972, la casa va ser venuda a la immobiliària Núñez i Navarro, que volia enderrocar-la per a construir-hi nous habitatges. Per tal d'evitar-ho, l'Associació de Veïns de Sant Antoni i altres entitats cíviques i professionals de l'Eixample començaren una gran campanya reivindicativa que paralitzà l'enderroc durant més d'una dècada.
Finalment, l'any 1984, l'Ajuntament de Barcelona adquirí la propietat per a instal·lar-hi un centre cívic. El 1987 es convocà un concurs per a la seva rehabilitació que van guanyar els arquitectes Pere Joan Ravetllat i Carme Ribas, i Enric Miralles quedà finalista. Després de dos anys d'obres, l'edifici reobrí les seves portes l'any 1989, acollint el nou Centre Cívic Golferichs - El Xalet i la Fundació Carles Pi i Sunyer.

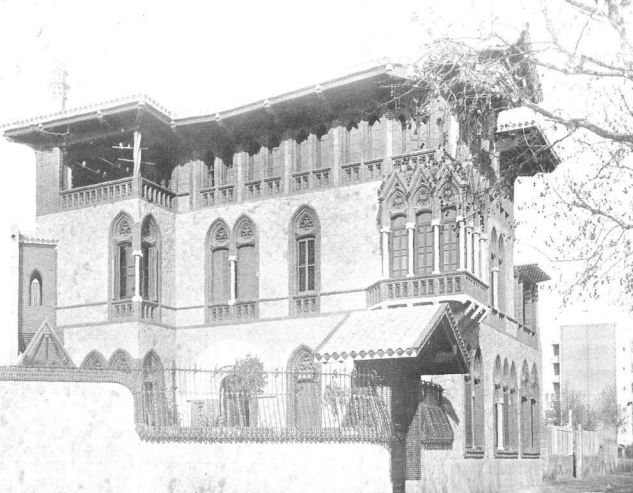
1905

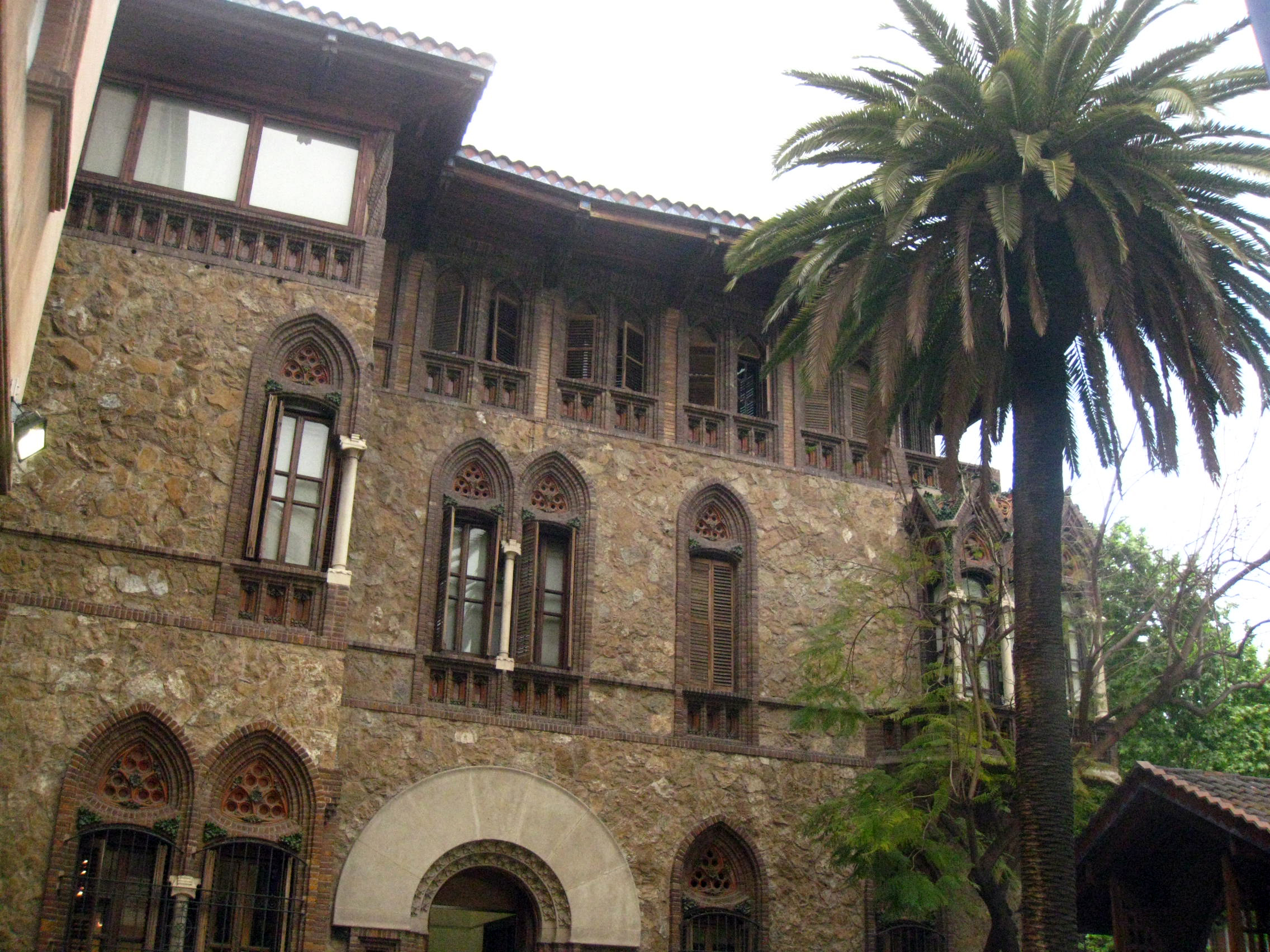
Façana que dona al pati

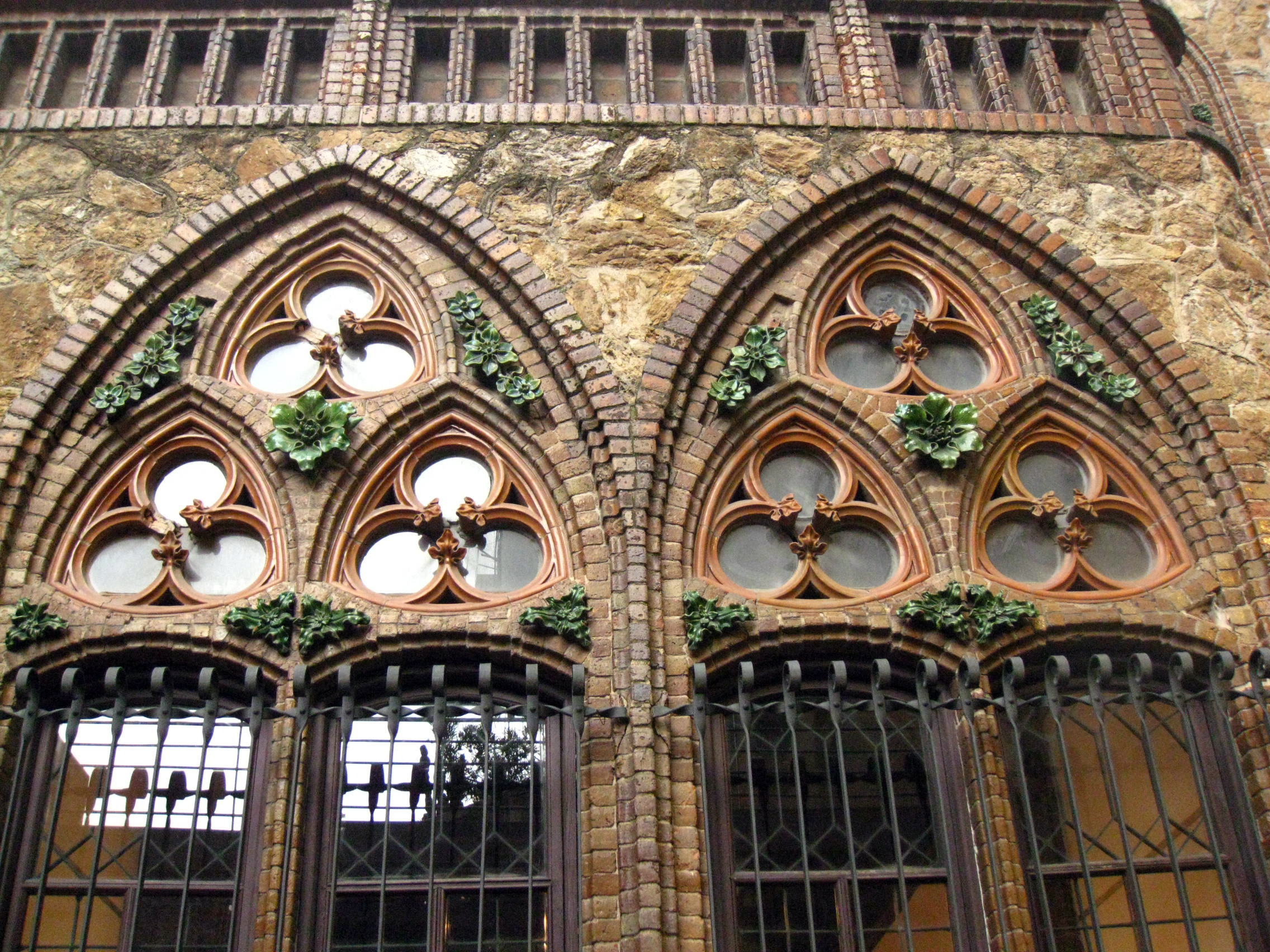
Finestrals d'arc apuntat

## Arquitectura
Aquest edifici presenta tres façanes, orientades al carrer i al jardí que l'envolta, i una paret mitgera amb la finca veïna. Comprèn planta baixa, planta noble i unes altes golfes sota la coberta en doble vessant. L'accés principal dona pas a una àmplia zona de vestíbul al fons del qual es localitza l'escala noble vers les plantes superiors. Amb tot, l'edifici s'inclou estilísticament dins del modernisme d'arrel goticitzant.
Les façanes s'estructuren en eixos irregulars, a partir de les necessitats de l'organització interna dels espais, donant lloc a tota mena de finestres, tribunes miradors i un original acabat de la teulada. Reposen sobre un basament d'aplacat petri polit i estan revestides amb un paredat comú de pedres irregulars. La pedra dels paraments contrasta amb l'acabat de les obertures, íntegrament realitzat amb maons i elements decoratius motllurats de ceràmica vidrada verda i ocre. Aquestes obertures configuren un vertader catàleg d'arquitectura gòtica, generant tota mena de solucions ogivals amb traceries de ceràmica. Cal ressaltar, a la planta noble, la tribuna que corona l'angle de la casa, sostinguda per una barbacana i set columnelles de pedra i rematada per una teulada amb una complexa ornamentació ceràmica a base de traceries i cresteries. La configuració espacial de les golfes dona lloc a un joc de nivells que es trasllueix en una teulada de vessants interromputs ressaltats per un potent i original ràfec de fusta policromada.
La planta baixa té el seu accés per mitjà d'un portal adovellat situat al jardí afrontat al carrer de Viladomat. En aquest àmbit hi destaquen, entre els murs revestits, els elements portants realitzats amb maó vist, tals com pilars, arcs i obertures. Cal destacar la llar de foc de l'antic despatx, realitzada amb arcs de maó i tancaments de ceràmica vidrada i una xemeneia revestida de fusta de noguera. Al fons del vestíbul s'hi localitza la caixa d'escala, que conserva els seus esgrafiats bicolors originals i l'estructura i baranes de l'escala noble.